# 357
Het jaar 357 is het 57e jaar in de 4e eeuw volgens de christelijke jaartelling.

## Gebeurtenissen

### Europa
- Slag bij Straatsburg: Het Romeinse leger (13.000 man) onder leiding van Julianus de Afvallige verslaat bij Straatsburg de Alemannen en drijft ze terug over de Rijn.

### Balkan
- Paus Liberius wordt in Thracië na drie jaar uit zijn verbanning vrijgelaten. Hij reist naar Sirmium (Pannonië) en keert zich officieel tegen het arianisme.

### Italië
- Keizer Constantius II eist dat Felix II samen het pausschap zou delen met Liberius. In Rome komt het volk echter in opstand en Felix vlucht de stad uit.